# Katrine Veje
Katrine Vejsgaard Veje (* 19. Juni 1991 in Fredericia) ist eine dänische Fußballspielerin. Die in Abwehr und Mittelfeld einsetzbare Spielerin wechselte im August 2024 vom FC Everton zu Crystal Palace und spielt in der dänischen Nationalmannschaft. Sie konnte in drei Ländern (Dänemark, England und Schweden) die Meisterschaft gewinnen.

## Vereine
Veje begann ihre Karriere bei Vejle BK und wechselte 2007 zu Odense BK. Im gleichen Jahr wurde sie als dänisches Nachwuchstalent des Jahres ausgezeichnet. Im August 2011 wechselte Veje zum schwedischen Meister LdB FC Malmö, mit dem sie umgehend die schwedische Meisterschaft gewann. Nach einer weiteren Meisterschaft in der Saison 2013 kehrte sie nach Dänemark zurück und spielte bis Juli 2015 bei Brøndby IF, ehe sie zum Seattle Reign FC in die National Women’s Soccer League wechselte. Mit Seattle erreichte sie das Play-off-Finale, das jedoch wie bereits im Vorjahr gegen den FC Kansas City verloren ging. Im Anschluss kehrte Veje nach Brøndby zurück. 2017 verpflichtete sie der französische Erstdivisionär HSC Montpellier, bei dem sie auch die Chance auf Einsätze im europäischen Wettbewerb bekam. Sie hatte sechs Einsätze, erzielte dabei ein Tor und kam mit den Französinnen bis ins Viertelfinale, wo nach zwei Niederlagen gegen Chelsea Schluss war. Da in der Saison 2017/18 nur der dritte Platz belegt wurde, wurde der europäische Wettbewerb verpasst. Anfang Januar 2019 wechselte sie in der laufenden Saison nach England zum Arsenal WFC und wurde mit den Gunners englischer Meister. In der UEFA Women’s Champions League 2019/20 hatte sie nur einen Einsatz beim 8:0-Heimsieg im Achtelfinale gegen Slavia Prag. Verletzungsbedingt kam sie in der im Mai ab gebrochenen Saison 2019/20 nicht zum Einsatz und am 12. Juni wurde ihr Wechsel zum schwedischen Verein FC Rosengård bekannt gegeben. In der UEFA Women’s Champions League 2020/21 kam sie mit Rosengård bis ins Viertelfinale, wo sie mit 0:1 und 0:3 gegen Bayern München verloren. Ein Jahr später wurde nicht die erstmals ausgetragene Gruppenphase der UEFA Women’s Champions League 2021/22 erreicht. Im Finale der Qualifikation verloren sie daheim mit 0:3 gegen die Frauen der TSG 1899 Hoffenheim, erreichten in Hoffenheim aber ein 3:3. Die Saison 2021 in Schweden beendeten sie mit zehn Punkten Vorsprung auf dem ersten Platz.
Im August 2022 erhielt sie einen Zweijahresvertrag beim FC Everton.

## Nationalmannschaften
Mit der U-17-Mannschaft belegte sie beim Nordic Cup 2007 den siebten Platz und nahm an der U-17-EM, bei der Dänemark Dritter wurde, sowie der U-17-WM in Neuseeland teil, bei der Dänemark im Viertelfinale gegen den späteren Weltmeister Nordkorea verlor.
Mit der U-19-Mannschaft nahm sie 2007 an der U-19-EM teil, bei der die dänische Mannschaft bereits in der Vorrunde ausschied.
Am 22. Juli 2009 debütierte sie in einem Spiel gegen England in der dänischen A-Nationalelf. Sie nahm an den Europameisterschaften 2009, 2013 und 2017 teil. Bei der EM 2017 wurde sie Vizeeuropameisterin, die bisher beste Platzierung für die Däninnen. In der Qualifikation für die WM 2019 kam sie in allen neun ausgetragenen Spielen der Däninnen zum Einsatz und verpasste dabei keine Minute. Durch zwei Niederlagen gegen Europameister Niederlande in den Playoffs der besten Gruppenzweiten verpassten sie aber die Endrunde in Frankreich.
In der erfolgreichen  Qualifikation für die EM 2022 wurde sie sechsmal eingesetzt. In der Qualifikation für die WM 2023 wurde sie in den ersten acht Spielen eingesetzt und verpasste dabei keine Minute. Nach dem Ausschluss der Russinnen wegen des völkerrechtswidrigen russischen Überfalls auf die Ukraine standen die Däninnen vorzeitig als WM-Teilnehmerinnen fest, an der sie zuletzt 2007 teilnahmen. 
Am 16. Juni wurde sie für die EM-Endrunde nominiert. Bei der EM wurde sie in den drei Gruppenspielen eingesetzt. Nach Niederlagen gegen Deutschland und Spanien sowie einem Sieg gegen Finnland schieden die Däninnen als Gruppendritte aus.
Am 30. Juni wurde sie für die WM-Endrunde in Australien und Neuseeland nominiert, wurde in jedem der vier Spiele ihres Teams eingesetzt und schied mit der Mannschaft im Achtelfinale gegen die Australierinnen aus.
Am 20. Juni 2025 wurde sie für die EM-Endrunde nominiert. Sie kam bei den drei Niederlagen der Däninnen zum Einsatz, nach denen diese ausschieden.

## Erfolge
- 2011, 2013: Schwedische Meisterschaft (LdB FC Malmö)
- 2014/15, 2016/17: Dänische Pokalsiegerin (Brøndby IF)
- National Women’s Soccer League 2015: 1. Platz nach der Punktspielrunde
- 2014/15, 2016/17: Dänische Meisterin (Brøndby IF)
- Vizeeuropameisterin 2017
- 2019: Englische Meisterin und Liga-Pokalsiegerin (Arsenal)
- 2021: Schwedische Meisterin
- 2022: Schwedische Pokalsiegerin (ohne Einsatz im Finale)